# Robert Hübner
Robert Hübner (6. listopadu 1948 Kolín nad Rýnem – 5. ledna 2025 Kolín nad Rýnem) byl německý šachový velmistr, na počátku osmdesátých let třetí nejlepší hráč světa.
Pocházel z Porzu (předměstí Kolína nad Rýnem), šachisty byli i jeho otec a starší bratr. V roce 1957 se stal členem klubu Eisenbahnschachverein Turm Köln a v roce 1967 vyhrál západoněmecký šampionát. V roce 1969 získal titul mezinárodní mistr a v roce 1971 šachový velmistr.
Čtyřikrát se zúčastnil Turnaje kandidátů v šachu, nejúspěšnější byl v roce 1981, kdy ho až ve finále zastavil Viktor Korčnoj. Vyhrál Festival šachu v Bielu v roce 1984 (dělené první místo s Vlastimilem Hortem) a Šachový turnaj v Linaresu v roce 1985 (dělené první místo s Ljubomirem Ljubojevićem).
Třikrát vyhrál Evropský pohár klubů v šachu: 1976 a 1990 s SG Solingen a 1992 s Bayernem Mnichov. Se západoněmeckým a poté německým týmem startoval na jedenácti šachových olympiádách a získal stříbrnou medaili v roce 2000, jeho bilance je 80,5 bodu ze 122 utkání. Třikrát získal třetí místo na mistrovství Evropy v šachu družstev. V roce 2000 odešel z reprezentace na protest proti zavedení dopingových kontrol v mezinárodním šachu, které označil za byrokratickou šikanu a překážku rozvoje šachového sportu.
Ukázkou jeho svérázného přístupu ke hře byla remíza po prvním tahu s Kennethem Rogoffem na studentském mistrovství světa družstev v roce 1972.
Byl také uznávaným šachovým teoretikem a přispěvatelem ChessBase, vypracoval návrh na autorskoprávní ochranu šachových her, který však Německý spolkový sněm zamítl.
Získal titul mistra světa v čínském šachu.
Vystudoval papyrologii na Kolínské univerzitě. Vynikl rovněž jako překladatel, převedl Iliadu do německého hexametru a sestavil výbor z díla svého oblíbeného finského satirika Väinö Nuortevy. Vydal literárněvědnou studii o díle Franze Kafky.